# Tim Cain
Pour les articles homonymes, voir Cain (homonymie).
Timothy Cain, plus souvent crédité sous le nom de Tim Cain, est le producteur, le programmeur et le concepteur principal de Fallout. Il a travaillé pour Interplay durant six ans avant de fonder Troika Games avec Leonard Boyarsky et Jason D. Anderson. Sous la tutelle de Troika, il a aidé à la conception graphique et à la programmation d'Arcanum : Engrenages et Sortilèges et le Temple du mal élémentaire. Son dernier projet, avant que la compagnie s'écroule, consistait en la programmation du jeu vidéo Vampire: The Masquerade - Bloodlines.
Depuis le 4 octobre 2007, il est programming director de Carbine Studios, un studio de développement de jeux en ligne appartenant à NCsoft.

## Participations notables
- Stonekeep (en) (1995)
- Fallout (1997)
- Atomic Bomberman (1997)
- Fallout 2 (1998)
- Arcanum : Engrenages et Sortilèges (2001)
- Vampire: The Masquerade - Bloodlines (2004)
- Pillars of Eternity (2015)
- The Outer Worlds (2019)

## Sources
- (en) Tim Cain sur MobyGames

- (en) Cet article est partiellement ou en totalité issu de l’article de Wikipédia en anglais intitulé « Timothy Cain » (voir la liste des auteurs).